# Crème et Châtiment
Ne doit pas être confondu avec Crime et Châtiment.
Pour plus de détails, voir Fiche technique et Distribution.
Crème et Châtiment est un court métrage belge de Jan Bucquoy sorti en 1997.

## Synopsis
L'histoire conte le moment où Noël Godin et ses fans lancent une tarte à la crème dans le visage de Daniel Toscan du Plantier, au palais des festivals et des congrès du Festival de Cannes, en 1996.

## Fiche technique
- Titre original : Crème et châtiment
- Autres titres :
  -  Angleterre : Cream and Punishment
  -  France : L'Entartement de Toscan du Plantier au festival de Cannes 1996
- Date de sortie : 1997
- Genre : film d'action, comédie, documentaire
- Durée : 5 minutes
- Tourné en Belgique, en Français
- Format : Couleur
- Réalisateur : Jan Bucquoy
- Producteur : Francis De Smet
- Directeur de la photographie : Anne-Françoise Bersou et Nathalie Sartiaux

## Distribution
- Ingeborg De Blende
- Noël Godin
- Claude Semal
- Daniel Toscan du Plantier
- Robert Dehoux